# 32280 Rachelmashal
32280 Rachelmashal este o planetă minoră (asteroid) din centura de asteroizi. A fost descoperită pe 1 august 2000 la Experimental Test Site⁠(d) de Lincoln Near-Earth Asteroid Research. 
Obiectul prezintă o orbită caracterizată de o semiaxă mare de 2,8747426 UAi, o excentricitate de 0,02, o înclinație de 3,0935 ° în raport cu ecliptica.